# IC 3976
IC 3976 је елиптична галаксија у сазвјежђу Береникина коса која се налази на листи објеката дубоког неба у Индекс каталогу.
Деклинација објекта је + 27° 51' 0" а ректасцензија 12h 59m 29,5s. Привидна величина (магнитуда) објекта IC 3976 износи 14,7 а фотографска магнитуда 15,7. IC 3976 је још познат и под ознакама CGCG 160-226, DRCG 27-88, PGC 44603.